# Rodnoverie

Kolovrat, simbol neopăgân al slavilor de est, probabil luată după schițe ale artistului polonez Stanislav Iakubovski, "Însorire" 1923

Simbolul polonez al rodnoverilor (Rodzimy Kościół Polski)

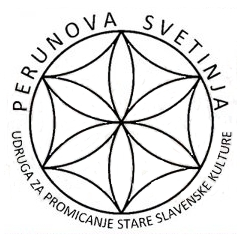
Simbolul croat al rodnoverilor (Perunova Svetinja)

Rodnoverie ([rodno'verie] „credința originară”, „rodoverie”, „rodolubie”, „rodobozhie”) este o nouă mișcare religioasă, reconstituire a sensului neo-păgân, în scopul revigorării riturilor și credințelor pre-creștine ale slavilor. Unii rodnoveri îndeplinesc ritualurile de „purificare” și primesc un nou nume.

## Istoric

### Apariția rodnoveriei în Rusia
Primele comunități religioase congregaționale au apărut la sfârșitul anilor 1980, dar nu aveau statut oficial și acum este dificil să se formeze o imagine clară a numărului și mărimii lor în acea epocă.
Membrii primelor asociații neoficiale ale neopăgânilor ruși, ucraineni și belaruși au fost, în principal, acei reprezentanți ai intelighenției științifice, tehnice, umanitare și creative care nu au acceptat procesul ce se desfășura în țară, acela de consolidare a rolului public al Bisericii Ortodoxe Ruse.

#### Primii lideri
La începutul anilor 1990, apar primii lideri ai comunităților rodnovere, cum ar fi: doctorul în filosofie  A. N. Nagovițîn ("vrăjitorul Velemudr"), psihologul G.P. Iakutovskii ("vrăjitorul Vseslav Svyatozar"), scriitorul A. K. Belov ("Selidor"), chimistul K. V. Begtin ("vrăjitorul Оgneiar"), matematicianul N. N. Speranskii ("vrăjitorul Velimir"), geofizicianul și scriitorul A. V. Platov ("cneazul Iggvolod"), chimistul, poetul și publicistul D. A. Gavrilov ("vrăjitorul Iggeld"), D. A. Gasanov ("vrăjitorul Bogumil") etc. De o anumită autoritate în aceste cercuri s-a bucurat, de asemenea,  A. A. Dobrovolski (Dobroslav), fost jurnalist disident și publicist care s-a retras în satul Vesenyovo (regiunea Kirov) și a condus acolo o susținută activitate de propagandă. Ar trebui de asemenea menționat, printre liderii rodneveri de la începutul anilor 1990, V. N. Bezverkhogo (Ostromysla), care a fondat secreta "Societate a magilor" încă din 1986 în Leningrad.

#### Primele întruniri și sărbători ale comunităților rodnovere
Activitatea jurnalistică și propaganda intensă a acestor personalități și a susținătorilor lor au dus la formarea în Rusia postsovietică a mai multor zeci de comunități păgâne, în principal angajate în promovarea neo-păgânismului și pregătirea și organizarea de festivaluri tradiționale din calendarul sărbătorilor slave: Maslenița (un fel de carnaval), Kupala, Sonțevarota (Solstițiul). Întrecerea cu participarea a 19 persoane, care a avut loc la 25 iunie 1994 în apropierea satului Ugriumova pe râul Vore, la granița dintre regiunile Kaluga și Smolensk, este prezentată în istoriografia „Uniunea comunităților slave de credință nativă slavă“, ca prima sărbătoare Kupala „în Rusia, de câteva sute de ani “.

#### Înregistrarea oficială. Unificări și sciziuni
În noiembrie 1998, comunitatea din Obninsk "Triglav" (fondată în 1993 de D. A. Gasanov) și МСЯО (MSIAO)  părăsesc CCO (SSO) "în legătură cu o divergență de opinie cu V. Kazakov". În 2002, o serie de comunități, inclusiv МСЯО, au publicat "Recursul Bitsevskoe", îndreptat împotriva șovinismului în credință.
Rezultatul a fost crearea unui cerc de tradiție păgână (CTP) (Круга языческой традиции - КЯТ), care a unit comunitățile moscovite și din regiunea Moscovei:
- "Cercul Bera" (Velemudr - Alexei Nagovitsyn, Ogneyar - Konstantin Begtin, Iggeld - Dmitri Gavrilov),
- "Colindul viaticilor" (Velimir-Nikolai Speranski, Mezgir-Alexei Potapov, Dobromir-Maxim Vasiliev),
- Centrul de unitate culturală "Kupala" (Vseslav Svyatozar - Grigory Yakutovsky) Comunitatea păgână slave din Moscova (preotul lui Perun Mlad - Serghei Ignatov),
- Comunitatea credinței păgâne "Slavia" (Liubomir - Dionis Gheorghis, Vereia - Svetlana Zobnina),  precum și alte persoane, inclusiv în și din străinătate (Ucraina, Danemarca, Norvegia). La mijlocul anilor 2000, КЯТ  avea aproximativ 500 de participanți activi.

#### 2009, 2012: CPT, MTR, EOT și "Велесов Cercul Belesov" condamnă teoriile neștiințifice
În decembrie 2009, Cercul Tradiției Păgâne și Uniunea Comunităților Slave de Credință Păgână au făcut o declarație comună în care sînt condamnați autorii: Valeriu Ciudinov, Nicolae Levașov, Ghenadie Grinevici, Alexandru Hinevici, Alexei Trehlebov:
| “ | Nu putem împărtăși opiniile ideologice și pseudo-științifice ale acestor persoane și ale adepților lor. Mai mult decât atât ... avem datoria de a avertiza pe toti susținătorii lumii păgâne care au citit cărțile acestor autori că pot fi induși în eroare de teoriile deghizate în știință din scrierile lor ... În cele din urmă, toate acestea conduc numai la discreditarea mișcării păgâne moderne și a științei ruse. | ” |

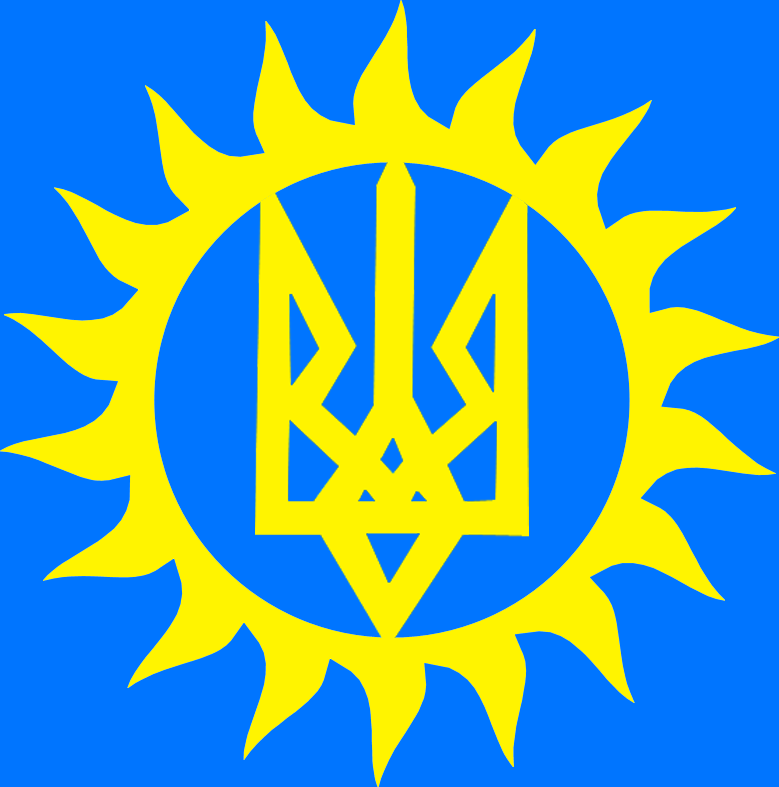
Stema ucraineană a rodnoverilor

### Rodnoverie în alte țări

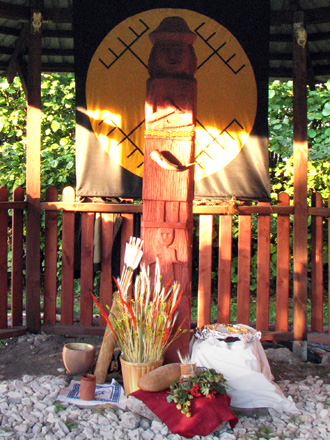
Sărbătoarea recoltei — ofrandă de alimente la celebrarea neopăgânismului în Polonia, 2007

În afară de Rusia și Ucraina, este cunoscută existența  comunităților rodnovere și în Belarus, Bulgaria, Polonia,, Cehia, Slovacia, Croația, Macedonia, Estonia, Kazahstan și Serbia.
Următoarele surse rodnovere sunt populare:

- "Mater Verborum", fragmente din care au fost folosite mai devreme decât altele de A. Gavrilov și Dr. Philos. AE Nagovitsyn (Iggeld și Velemudr, grupul "Bera Circle")

- Lucrări ale lui Masha și ale altor autori germani din a doua jumătate a secolului al XVIII-lea, care au scris despre orașe vechi slave (vezi Retra), diverse studii asupra runetelor slave.

- "Cartea Veles" este un text pe care oamenii de știință îl consideră o falsă, care a devenit popular în Rusia după publicarea ei în 1992 de A. Asov (A. Asov alias Bus Kreseni, Comunitatea păgână din Nijni Novgorod).

## Doctrina rodnoverie
Credințele și ritualurile grupărilor rodnovere sunt foarte diferite, comun este doar panteonul zeilor slavi, derivat din studiile academice ale religiei slave și, în special, din monografiile lui B. A. Rybakov. Rodnoverii din Cercul Tradiției Păgâne nu au o opinie comună cu privire la o serie de probleme dogmatice de bază, dar văd tocmai în aceasta puterea păgânismului modern. Opiniile lor asupra principalelor probleme ale păgânismului modern sunt strânse în lucrarea «Изведнике русского язычества» (2003)
| “ | Un păgân - purtătorul unei viziuni păgâne asupra lumii sau a unei credințe naturale - este cel care se simte parte din natură, trăiește în armonie cu natura. Nu are nevoie să dețină o parte - el însuși este parte și are totul. El recunoaște Pământul ca un organism viu, ceea ce echivalează cu recunoașterea principiului său divin. (Blagumil, Krina) | ” |

### Panteon
Datorită dezbinării credinței, panteoanele diferitelor credințe pot diferi într-o oarecare măsură, dar majoritatea rudelor cred în zei slavi precum Svarog, Dajbog, Perun, Rod, Veles, Jîva, Koliada, Kupala, Lada, Makoș, Marena, Sviatovit, Semargl, Stribog, Belobog, Cernobog, Iarila, Hors.

#### "Neo-religia" din punctul de vedere al credinței rodnovere
Rodnoverii "Izvestnik" îl recunoaște pe Unul Dumnezeu, crezând că "ceilalți dumnezei sunt doar diversele sale fețe, noumena, încarnări, ipostaze". Dar "acesta nu este un zeu într-o înțelegere politeistă strictă, ci un concept similar cu cosmosul filosofilor antice". El nu este "stăpânul universului, ci este universul". Cei mai mulți rodoveri numesc acest Dumnezeu Rod, alții Svarog, alții - Mama "Pre-Roda", alții "Triunicul Triglav cel Mare", care "se poate manifesta ca Lege-Navă-Realitate; Svarog-Stribog-Dazhdbog; Did-Dub-Snop ». 
| “ | Unele suflete se îndreaptă spre Velez, unde acest dumnezeu le pregătește pentru o nouă naștere, unde forța de viață este reconstruită de el pentru a-și îndeplini noile realizări în viitor, conform planului Naturii. Dacă Veles știe că nici o reconstrucție nu o va ajuta, atunci în întruparea lui Cernobog el oprește ființa acestei entități complet. Alte suflete, care nu mai au nevoie de o transformare, sunt trimise la Irius luminos, la zeii superiori, la un alt nivel cosmic, unde ei participă la procese universale necunoscute, încetează a mai fi ceea ce au fost înainte. | ” |

Triada Realitate, lege, navă este preluată dinCartea lui Velez", dar este tratată mai departe de Gavrilov (Iggheld) deja fără referire la "Cartea lui Velez" în cadrul filosofiei lui Hegel ca teză, sinteză si antiteză. Deja după publicarea "Izvestnicului" D. Gavrilov a recunoscut că termenul de "lege (normă)" nu a fost găsit în surse credibile și este o inovație lexicală, dar și-a exprimat încrederea că "a treia componentă a triadei" a existat, dar se numea altfel.

### Ritualurile și sărbătorile
Activitatea rituală a rodnoverilor variază foarte mult de la comunitate la comunitate. 

Potrivit Izvestnikului, practic toate asociațiile "păgâne" din Rusia celebrează patru sărbători solare:
- Kolyada (solstițiul de iarnă),
- Komoedița (echinocțiul de primăvară),
- Ivan Kupala (solstițiul de vară),
- Tauseni (Bogaci, Al doilea Osenin, Rueni - echinocțiul de toamnă).

Între ele există sărbători intermediare dedicate vechilor zei slavi:
- Ziua lui Perun, la sfârșitul lunii iulie sau începutul lunii august
- Ziua lui Mokoshi - la sfârșitul lunii octombrie sau începutul lunii noiembrie
- Zilele lui Velez sunt sărbătorite la 2 ianuarie, 6 februarie și 17 februarie

Sunt marcate zilele de comemorare a strămoșilor, dintre care una se încadrează între 30 aprilie și 1 mai și se numește Krasnaya Gorka. Rodnoverii sărbătoresc cel puțin cinci astfel de zile pe parcursul anului, numindu-le "moși": Moșii Veșnie, Moșii Sfintei Treimi, Moșii de Sf. Dumitru, Moșii de Crăciun.

## Calendar
Majoritatea rodnoverilor folosesc calendarul gregorian. În limba rusă, numele lunilor au o origine latină, însă în unele limbi slave numele lunilor au rădăcini slave:
| Lunile în Limba rusă | „Dobroslavă”      | Limba sorabă | Limba ucraineană  | Limba cehă | Limba bielorusă        | Limba bulgară             | Limba sârbă         | Limba poloneză |
| -------------------- | ----------------- | ------------ | ----------------- | ---------- | ---------------------- | ------------------------- | ------------------- | -------------- |
| Январь Ianvar'       | Просинец Prosineț | Wulki rožk   | Січень Siceni     | Leden      | Студзень Studen'       | Голям сечко Goliam seciko | Коложег Kolojer     | Styczeń        |
| Февраль Fevral'      | Лютень Liuten'    | Maly rožk    | Лютий Liutii      | Únor       | Люты Liutî             | Малък сечко Mal'k seciko  | Сечко seciko        | Luty           |
| Март Mart            | Березень Berezen' | Naletnik     | Березень Berezen' | Březen     | Сакавік Sakavik        | Сух Suh                   | Дерикожа Derikoja   | Marzec         |
| Апрель Aprel'        | Цветень Țveten'   | Jutrownik    | Квітень Kviten'   | Duben      | Красавік Krasavik      | Брязок Briazok            | Лажитрава Lajitrava | Kwiecień       |
| Май Mai              | Травень Traven'   | Rožownik     | Травень Traven'   | Květen     | Травень Traven'        | Тревен Treven             | Цветањ Țvetan'      | Maj            |
| Июнь Iuni            | Кресень Kresen'   | Smažnik      | Червень Cerven'   | Červen     | Чэрвень Cerven'        | Изок Izok                 | Трешњар Treșniar    | Czerwiec       |
| Июль Iul'            | Липень Lipen'     | Pražnik      | Липень Lipen'     | Červenec   | Ліпень Lipen'          | Чръвенъ Črven'            | Жетвар Jetvar       | Lipiec         |
| Август Avgust        | Зарев Zarev       | Žnjenc       | Серпень Serpen'   | Srpen      | Жнівень Jniven'        | Орач Oraci                | Гумник Gumnik       | Sierpień       |
| Сентябрь Sentiabr'   | Руен Ruen         | Požnjenc     | Вересень Veresen' | Září       | Верасень Verasen'      | Руен Ruen                 | Гроздобер Grozdober | Wrzesień       |
| Октябрь Oktiabr'     | Листопад Listopad | Winowc       | Жовтень Jovten'   | Říjen      | Кастрычнік Krastîcinik | Листопад Listopad         | Шумопад Șumopad     | Październik    |
| Ноябрь Naiabr'       | Грудень Gruden'   | Nazymnik     | Листопад Listopad | Listopad   | Лістапад Listapad      | Груден Gruden             | Студени Studeni     | Listopad       |
| Декабрь Dekabr       | Студень Studen'   | Hodownik     | Грудень Gruden'   | Prosinec   | Снежань Snejan'        | Студен Studen             | Коледар Koledar     | Grudzień       |

Crezând că aceste nume păstrează numele vechi ale lunilor, rodnovarii numesc lunile "în limba slavonă", urmând, de exemplu, reconstrucția lui Dobrovolski (dobroslava). Există mai multe opțiuni pentru alegerea unei numărători inverse a calendarului. Cea mai comună este din 2409 î.Hr., adică de la temelia legendară a "Slovenska cea Mare".
Cel mai radical calendar slav a fost reconstruit de către secta Ingling, care nu a fost recunoscută de nicio comunitate păgână. Potrivit versiunii lor, calendarul (în latină calendarium) a fost probabil adoptat de vechii romani de la slavii antici și înseamnă - "Kaliadî dar" (= darul Crăciunului)!